# Pazinós (La Canée)
Pazinós (grec moderne : Παζινός) est une localité située dans le dème de La Canée, dans le district régional du même nom, dans la periphérie de Crète, en Grèce.
Selon le recensement de 2011, elle compte 629 habitants.